# Parasitisme de couvée

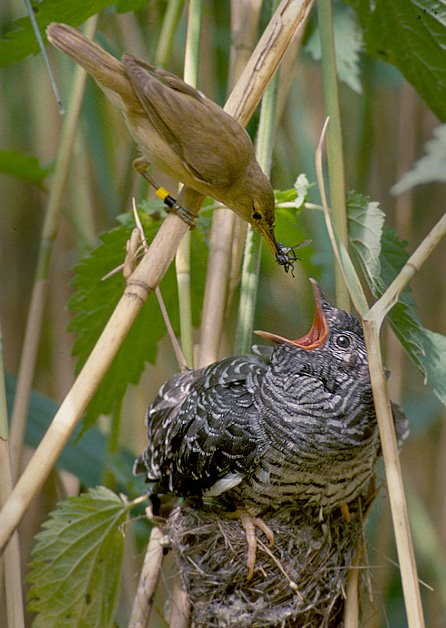
Rousserolle effarvatte nourrissant un jeune Coucou gris au nid.

Le parasitisme de couvée, appelé aussi parasitisme de ponte, est originellement le comportement qu'ont certaines espèces d'oiseaux de pondre leurs œufs dans le nid d'autres individus, de la même espèce ou non, bénéficiant ainsi de la nourriture destinée à l'ensemble de la couvée. Le couple hôte incube l'œuf intrus et nourrit l'oisillon jusqu'à ce qu'il parvienne à maturité. Il s'agit d'une forme particulière de cleptoparasitisme. L'exemple le plus connu est le Coucou gris qui parasite les nids de différentes espèces de passereaux.
Un comportement analogue, également appelé parasitisme de couvée, s'est développé dans d'autres groupes d'animaux : des salamandres, des poissons et des insectes.

## Types de parasitisme
Les scientifiques distinguent les espèces en fonction du type de parasitisme de couvée qu'elles sont amenées à pratiquer. Lorsqu'une espèce d'oiseau pond volontairement dans le nid d'un autre de la même espèce, on parle de parasitisme intraspécifique, lorsqu'une espèce pond dans le nid d'une autre espèce, on parle alors de parasitisme interspécifique. En outre, certaines espèces sont obligées d'utiliser cette méthode car elles sont incapables d'élever leurs propres jeunes, et d'autres n'utilisent cette méthode que ponctuellement, comme pour certains Phaethornithinae. Tous les parasites obligatoires sont bien sûr interspécifiques. Il existe environ une centaine d'espèces parmi les Cuculidae, les Indicatoridae, les Icterinae, les Estrildidae et les Anatidae qui sont des parasites obligatoires. Les oisillons de la plupart d'entre eux tuent les petits des espèces parasitées et sont nourris par leurs hôtes. 

### Le parasitisme intraspécifique
Le parasitisme intraspécifique consiste à pondre des œufs dans le nid d'un couple de la même espèce. On a recensé 236 espèces pratiquant ce type de parasitisme. Le Flamant rose, le Canard colvert, l'Oie des neiges, la Foulque macroule, le Vanneau huppé, l'Hirondelle rustique, le Moineau domestique et l'Étourneau sansonnet en sont quelques exemples. Ce type de parasitisme est occasionnel, c'est-à-dire que les espèces qui le pratiquent construisent normalement un nid et ne dépendent pas du parasitisme pour se reproduire. Quelques-unes de ces espèces pondent aussi leurs œufs dans le nid d'autres espèces. Le Fuligule à tête rouge pond souvent ses œufs dans le nid du Fuligule à dos blanc.

### Le parasitisme interspécifique

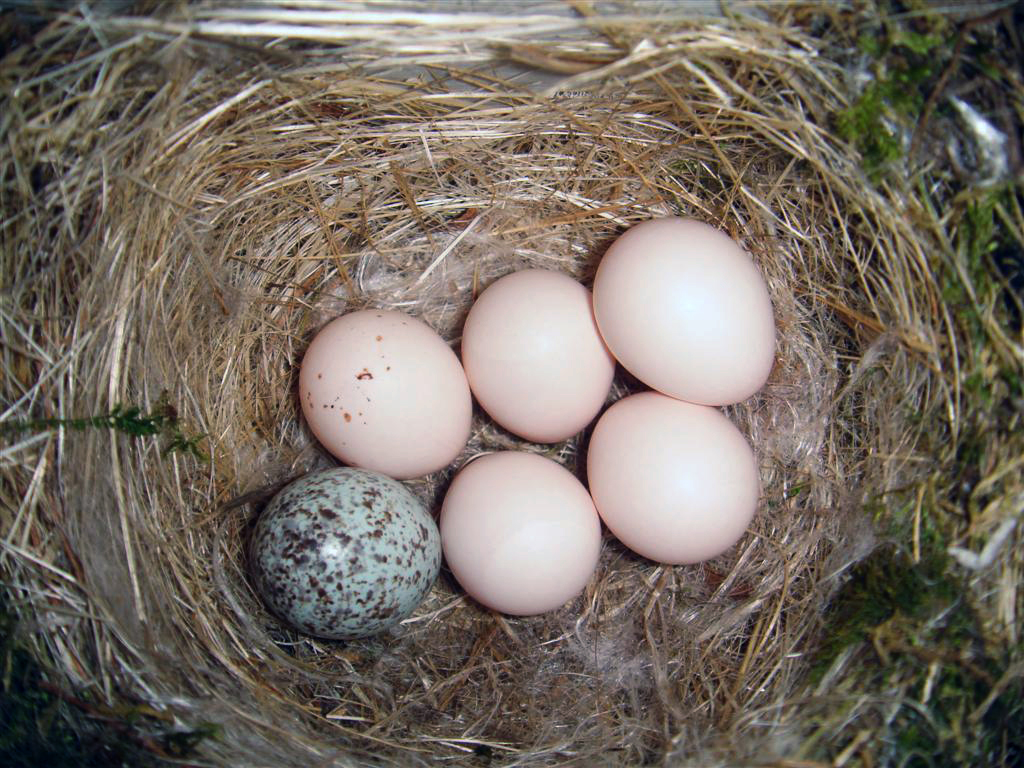
Un œuf de Vacher à tête brune dans un nid de Moucherolle phébi

Ce type de parasitisme est celui du Coucou gris, celui où les œufs sont pondus dans le nid d'une autre espèce. Puisque ces parasites ne font pas de nid, leur parasitisme s'effectue forcément au détriment d'une autre espèce. Le parasitisme interspécifique a évolué dans sept groupes différents d'oiseaux :
- L'Hétéronette à tête noire parasite les autres espèces de canards ainsi que les foulques, les ibis et les goélands[8].
- Tous les membres de la famille des Indicatoridae sont parasites. Les espèces des familles des Capitonidae et des Sylviidae, et les espèces qui nichent dans les cavités constituent leurs hôtes[8].
- Les coucous de la sous-famille des Cuculinae, dont fait partie le Coucou gris, sont tous parasites. Les Cuculinae parasitent une grande variété d'espèces[8]. Le Coucou geai parasite presque exclusivement la Pie bavarde[10].
- Seulement trois espèces des Cuculidae d'Amérique sont parasites : le Géocoucou tacheté, le Géocoucou faisan et le Géocoucou pavonin[8],[11]. Ils sont tous les trois membres de la sous-famille des Neomorphinae
- Tous les membres de la famille des Viduidae sont parasitiques[12] et pondent leurs œufs dans le nid des Estrildidae.
- Tous les vachers, un genre exclusif à l'Amérique, sont parasitiques. L'espèce la plus connue est le Vacher à tête brune. On a dénombré un total de 140 espèces susceptibles d'être l'hôte de ce vacher[13].

## Adaptations

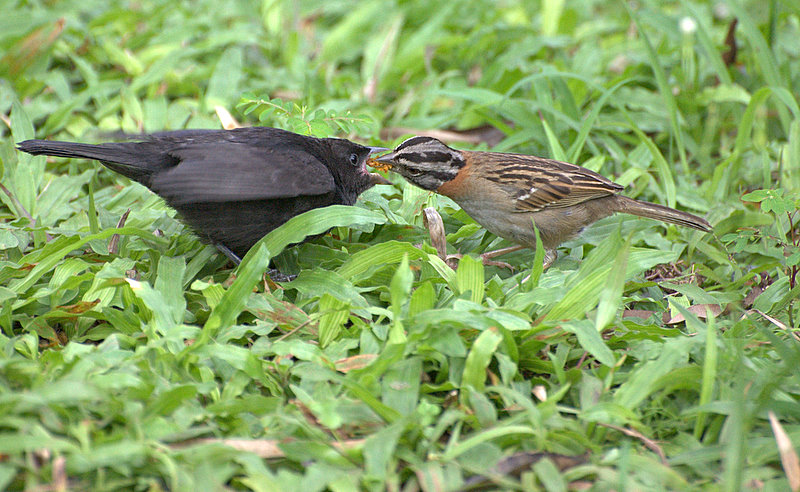
Adulte Bruant chingolo, à droite, nourrissant un jeune Vacher luisant, à gauche.

Pondre un œuf dans le nid d'une autre espèce d'oiseau sans se faire voir et que le rejeton intrus soit élevé par ses faux parents jusqu'à maturité ne va pas de soi. Une variété d'adaptations s'est développée chez les espèces parasites pour réussir leur manœuvre.   
Les femelles sont très discrètes lorsqu'elles s'approchent du nid d'un hôte pour y pondre un œuf. Certaines espèces parasites suivent de près l'activité de plusieurs hôtes potentiels à la fois afin de connaître le meilleur moment pour agir sans être détecté. Chez plusieurs espèces de coucous, il arrive que le mâle distraie intentionnellement les hôtes en chantant près du nid afin de donner une occasion à la femelle au moment où il se fait poursuivre agressivement par les premiers.
Certains parasites détruisent un œuf de la couvée qu'ils remplacent par leur ponte, peut-être pour éviter que les hôtes ne s'aperçoivent du subterfuge en constatant un œuf de plus dans le nid. Chez le parasite, la ponte de l'œuf est très rapide. Le Coucou geai peut pondre un œuf en deux ou trois secondes alors qu'en moyenne, un oiseau requiert quelques minutes pour la ponte d'un œuf. Le développement des oisillons des espèces parasites est aussi très rapide. Celui-ci grossit plus rapidement que les petits de l'hôte et, étant plus gros et plus robuste, monopolise l'apport de nourriture des adultes hôtes. Le Vacher à tête brune peut pondre jusqu'à 50 œufs par saison pour s'assurer d'une descendance.  
Au moment de l'éclosion, les jeunes indicateurs sont munis de petites dents au bout de leurs mandibules. Encore nus et aveugles, ils blessent et tuent les autres oisillons à l'aide de ces dents. Les oisillons morts sont alors évacués du nid par les adultes et le jeune parasite reste seul au nid. Les jeunes coucous sont capables, quelques heures seulement après l'éclosion, de pousser hors du nid tout ce qui s'y trouve, œufs ou autres oisillons. 
Le Coucou gris a acquis une adaptation très spécifique pour lui permettre de parasiter efficacement les nombreux passereaux qui peuvent être ses hôtes. Il existe plusieurs races de Coucou gris qui ne se distinguent que par la coloration de leurs œufs. La variation de couleur est importante et, en fait, les œufs ressemblent à s'y méprendre aux œufs des hôtes les plus communément parasités. Ainsi, les races de coucous sont spécialisées pour parasiter des espèces en particulier. Ce coucou apprend même le chant de ses parents adoptifs. Les parasites de la famille des Viduidae bénéficient d'une adaptation analogue. Leurs oisillons ressemblent de près, par le plumage, la couleur du bec, la posture et le cri, aux oisillons de leurs hôtes et passent encore mieux inaperçus.
Le Coucou geai parasite presque exclusivement la Pie bavarde. Ce comportement existe également chez plusieurs canards comme la Nette rousse qui pond généralement dans son propre nid mais dépose aussi fréquemment des œufs dans les nids d'autres espèces apparentées, en particulier le Fuligule morillon,,. Ce type de parasitisme, même chez le Fuligule à dos blanc de la part du Fuligule à tête rouge où le but du parasitisme se limite à l'utilisation du nid, peut avoir un effet négatif significatif à plus ou moins long terme, même dans le cas où les poussins supplémentaires ne tuent pas ou ne concurrencent pas alimentairement les poussins de la portée.

## Chez les insectes
Une espèce de mouches du genre Rhyncomya (nl) (famille des Calliphoridae, sous-famille des Rhiniinae), découverte en 2024, pond ses œufs dans une termitière de l'espèce Anacanthotermes ochraceus (es), au Maroc. Ses larves sont intégrées socialement dans la colonie de termites (communication, nourriture et toilettage) grâce à des adaptations comportementales, chimiques et morphologiques. Notamment, la partie postérieure des larves imite la tête d'un termite et leurs longues papilles ses antennes, et les larves des mouches émettent un signal chimique similaire à celui des termites,.